# Madschalis
Madschalis (russisch Маджалис) ist ein Dorf (selo) in der Republik Dagestan in Russland mit 6815 Einwohnern (Stand 14. Oktober 2010).

## Geographie
Der Ort liegt etwa 100 km Luftlinie südsüdöstlich der Republikhauptstadt Machatschkala im östlichen Teil des Großen Kaukasus. Er befindet sich am linken Ufer des Flusses Ullutschai wenig oberhalb von dessen Austritt aus einer engen Schlucht in den weiten unteren Teil seines Tals.
Madschalis ist Verwaltungszentrum des Rajons Kaitagski sowie Sitz der Landgemeinde (selskoje posselenije) Madschalisski selsowet, zu der außerdem die Dörfer Chungija (4 km südwestlich) und Rodnikowy (10 km ostnordöstlich) gehören. Der Ort ist überwiegend von Darginern besiedelt.

## Geschichte

### Von der Gründung im 16. Jahrhundert bis 1928
Der Ort wurde 1581 vom Usmi Sultan Achmed als Hauptstadt seines kaitakischen Lokalfürstentums gegründet (Kaitaken, auch Kaitager, sind eine Untergruppe der Darginer). Nach dem Anschluss des Gebietes an das Russische Reich und der Schaffung der Oblast Dagestan war er ab 1860 Verwaltungssitz von deren Kaitakisch-tabassaranischem Okrug (Kaitago-Tabassaranski okrug). Im Rahmen der administrativen Neugliederung der 1921 entstandenen Dagestanischen ASSR wurde Madschalis am 22. November 1928 Verwaltungssitz des neu gebildeten Kaitagski rajon.

### Bevölkerungsentwicklung
| Jahr | Einwohner |
| ---- | --------- |
| 1897 | 1406      |
| 1939 | 1761      |
| 1959 | 2464      |
| 1970 | 3704      |
| 1979 | 4619      |
| 1989 | 5211      |
| 2002 | 5766      |
| 2010 | 6815      |

Anmerkung: Volkszählungsdaten

## Verkehr
Durch Madschalis verläuft die Regionalstraße 82K-013, die gut 20 km östlich bei der Siedlung Mamedkala von der föderalen Fernstraße R217 Kawkas (Teil der Europastraße 119) abzweigt und weiter ins Gebirge in die Rajonzentren Urkarach, Akuscha und Lewaschi führt. In Mamedkala befindet sich auch die nächstgelegene Bahnstation an der Strecke Rostow am Don – Machatschkala – Baku.